# فرانكو سينسي
فرانكو سينسي (بالإيطالية: Franco Sensi)‏ رئيس نادي روما السابق، وأحد ابرز رجال الأعمال في القرن العشرين (ولد في روما يوم 29 يوليو من العام 1926)

## من أقواله
- إن رومـــا يجلس معنا كل يوم على الطاولة، فهو الموضوع الرئيسي في كل حديث وهو الأمر الوحيد الذي يشغل بالي